# (194) Prokne
(194) Prokne – planetoida z pasa głównego asteroid okrążająca Słońce w ciągu 4 lat i 87 dni w średniej odległości 2,62 j.a. Została odkryta 21 marca 1879 roku w Clinton położonym w hrabstwie Oneida w stanie Nowy Jork przez Christiana Petersa. Nazwa planetoidy pochodzi od Prokne, postaci z mitologii greckiej.